# Hayward (Califòrnia)
Hayward és una ciutat del Comtat d'Alameda a l'estat de Califòrnia (Estats Units d'Amèrica).

## Demografia
Segons el cens del 2010 tenia 151.300 habitants. Segons el cens del 2000, Hayward tenia 150.030 habitants, 44.804 habitatges, i 31.945 famílies. La densitat de població era de 1.219,6 habitants/km².
Dels 44.804 habitatges en un 37% hi vivien nens de menys de 18 anys, en un 50,3% hi vivien parelles casades, en un 14,5% dones solteres, i en un 28,7% no eren unitats familiars. En el 20,9% dels habitatges hi vivien persones soles el 7,3% de les quals corresponia a persones de 65 anys o més que vivien soles. El nombre mitjà de persones vivint en cada habitatge era de 3,08 i el nombre mitjà de persones que vivien en cada família era de 3,58.
Per edats la població es repartia de la següent manera: un 26,8% tenia menys de 18 anys, un 10,9% entre 18 i 24, un 33,4% entre 25 i 44, un 18,8% de 45 a 60 i un 10,2% 65 anys o més.
L'edat mediana era de 32 anys. Per cada 100 dones de 18 o més anys hi havia 96,3 homes.
La renda mediana per habitatge era de 51.177 $ i la renda mediana per família de 54.712 $. Els homes tenien una renda mediana de 37.711 $ mentre que les dones 31.481 $. La renda per capita de la població era de 19.695 $. Entorn del 7,2% de les famílies i el 10% de la població estaven per davall del llindar de pobresa.

## Poblacions més properes
El següent diagrama mostra les poblacions més properes.